# Fortinet
Fortinet — американская транснациональная корпорация. Её главный офис расположен в г. Саннивейл (Калифорния). Компания специализируется на разработке и продвижении программного обеспечения, решений и сервисов в области информационной безопасности: межсетевых экранов, антивирусных программ, систем предотвращения вторжений и обеспечения безопасности конечных точек и других продуктов. По объёму выручки компания занимает четвёртое место среди всех компаний, специализирующихся в области сетевой безопасности.
Компания Fortinet была основана в 2000 году братьями Кеном и Майклом Кси. К 2004 году компания привлекла 93 млн долларов США капитала и представила десять различных устройств FortiGate. В том же году между компаниями Fortinet и Trend Micro начали возникать периодические патентные споры. В 2009 году компания вышла на открытый рынок и привлекла средства в сумме 156 млн долларов США посредством первичного публичного предложения. На протяжении 2000-х годов Fortinet расширяла ассортимент своей продукции, представляя, среди прочих, «песочницу», решения в области защиты беспроводных точек доступа, и электронной почты.

## История корпорации

### Ранняя история
Fortinet была основана в г. Саннивейл (Калифорния) в 2000 году братьями Кеном и Майклом Кси До того как организовать собственную компанию, основатели занимали руководящие должности в компании NetScreen и ServGate соответственно. Вначале компания носила имя Appligation Inc., затем в декабре 2000 года она была переименована в Appsecure, а позднее — в Fortinet (источником для названия послужила фраза «Fortified Networks» (Укрепленные сети)). Компания провела два года, занимаясь научно-исследовательскими опытно-конструкторскими работами, прежде чем представить свой первый продукт в 2002 году.
В период с 2000 по начало 2003 года компания Fortinet привлекла частные средства в размере 13 млн долларов США. Дополнительные средства в размере 30 млн долларов США были привлечены в августе 2003 года, затем ещё 50 млн долларов США было привлечено в марте 2004 года. Общая сумма средств достигла 93 млн долларов США. Согласно информации от Fortinet, в период с 2002 по 2003 годы выручка компании выросла десятикратно. В октябре 2003 года компания учредила первую программу по развитию связи с торговыми партнерами. В декабре 2003 года компания Westcon Canada стала дистрибьютором продукции FortiGate на территории Канады. В феврале 2004 года список дистрибьюторов пополнила компания Norwood Adam в Великобритании. Программа торговых посредников была реорганизована в январе 2006 года и получила название «SOC in a BOX». К 2004 году компания Fortinet открыла свои представительства на территории Азии, Европы и Северной Америки.
По результатам исследования, проведенного компанией OpenNet в октябре 2005, было установлено, что оборудование Fortinet использовалось для ограничения доступа к интернет-ресурсам в Мьянме. В Fortinet заявили, что продукция компании распространяется сторонними торговыми посредниками и компания действует в соответствии с санкциями США в отношении этой страны, однако обнаружены фотографии, на которых торговый представитель Fortinet запечатлен рядом с премьер-министром Бирмы.

### Юридические споры
В апреле 2005 года немецкий программист Linux с веб-сайта GPLviolations.org добился введения временного судебного запрета против дочерней компании Fortinet в Великобритании в связи с заявлениями о том, что компания использовала шифрование для сокрытия факта использования ядер Linux, которые распространяются на условиях GNU General Public License (GNU GPL). Условия лицензии требуют раскрытия исходного кода. В следующем месяце компания Fortinet согласилась сделать исходный код элементов, на которые распространялось действие GNU GPL, доступным по запросу, модифицировала условия лицензирования и внесла некоторые другие изменения, закрыв тем самым спор.
В мае 2004 года компания Trend Micro подала жалобу против Fortinet, утверждая, что антивирусная технология компании нарушает патенты Trend Micro на методы сканирования электронной почты и интернет-трафика. В августе того же года Комиссия по международной торговле США вынесла постановление, запрещающее компании Fortinet продавать соответствующую продукцию. В Fortinet заявили, что патенты Trend Micro содержат слишком общую информацию, однако компания выполнила постановление. В январе 2006 года Fortinet и Trend Micro достигли соглашения на неуказанных условиях. Кроме того, компания Fortinet внесла изменения в свои антивирусные продукты во избежание нарушения патентов Trend Micro.
Спустя несколько лет представитель Комиссии по международной торговле представил заключение по другому делу, в котором указывалось, что, по его мнению, соответствующие патенты Trend Micro являются недействительными. Компания Fortinet вновь организовала подачу юридических документов, и в декабре 2010 года Ведомство по патентам и товарным знакам США объявила указанные патенты недействительными.
В декабре 2013 года Fortinet подала исковое заявление в суд на компанию Sophos по утверждению, что та переманивала сотрудников Fortinet и нарушала патенты Fortinet. Двумя годами позже юридический спор был разрешен примирением сторон на неуказанных условиях.

### Дальнейшее развитие
В 2008 году инженеры-исследователи из компании Fortinet заявили, что в результате работы размещенного на Facebook виджета компании Zango более трех миллионов пользователей без своего ведома загрузили вредоносное шпионское программное обеспечение под предлогом возможности узнать имя их тайного поклонника (поклонницы). Zango отвергла эти утверждения, заявив, что программное обеспечение запрашивало согласие пользователей.
В конце 2008 года Fortinet приобрела интеллектуальную собственность компании IPLocks по защите баз данных и аудиту и расширила список вакантных мест на 28 должностей для сотрудников IPLocks. В августе 2009 года компания приобрела интеллектуальную собственность и другие активы компании Woven Systems, специализирующейся на системах сетевой коммутации. Согласно информации компании IDC, к тому моменту Fortinet стала крупнейшим поставщиком решений в области унифицированного управления угрозами, занимая 15,4 процента рынка. С тех пор компания демонстрировала стабильный рост и вышла на прибыльную деятельность после убыточного периода с 2004 по 2007 годы.[26]Кроме того, Fortinet поднялась в ежегодном формируемом на основе исследований рейтинге компаний (annual report card, ARC) журнала CRN 2009 года, заняв в нём первое место. Fortinet was also rising in CRN Magazine’s survey-based annual report card (ARC), reaching first place in 2009.
В ноябре 2009 года Fortinet выступила с первичным публичным предложением. Компания планировала привлечь 52,4 млн долларов США путем продажи 5,8 миллиона акций. Множество держателей акций также одновременно с этим продали свои пакеты.[28] Всего за один день до начала торгов Fortinet увеличила стоимость акции с 9 до 12,50 доллара США, а к концу первого дня торгов рыночная стоимость акций выросла до 16,62 доллара США, позволив компании привлечь сумму в 156 млн долларов США.

### Недавняя история
К 2010 году ежегодный оборот Fortinet составил 324 млн долларов США. В ноябре того же года компания Bloomberg распространила слухи о том, что IBM рассматривает вопрос приобретения компании. Fortinet опровергла эту информацию. В декабре 2012 года Fortinet приобрела компанию XDN (ранее известную под названием 3Crowd), которая предоставляла сервис размещения приложений под названием CrowdDirector. В 2013 году за неразглашенную сумму Fortinet приобрела компанию Coyote Point, которая специализируется на доставке приложений.
В июле 2013 года Fortinet внесла изменения в программу развития взаимодействия с торговыми посредниками с целью предоставления финансирования и других возможностей для небольших поставщиков управляемых услуг по обеспечению безопасности. В недавнем времени некоторые торговые посредники выражали недовольство тем, что Fortinet соперничает со своими собственными посредниками, тогда как Fortinet заявляет, что самостоятельно не занимается прямыми продажами.
В 2014 году Fortinet совместно с компанией Palo Alto Networks основала альянс по борьбе с киберугрозами (Cyber Threat Alliance), целью которого стало обеспечение совместного доступа к информации об угрозах безопасности. Позднее в том же году к альянсу присоединились компании McAfee и Symantec. В мае 2015 года Fortinet приобрела расположенную в Кремниевой долине компанию Meru Networks, занимающуюся аппаратными Wi-Fi-решениями, за 44 млн долларов США. В конце 2015 года исследователи безопасности из Fortinet продемонстрировали уязвимость устройств Fitbit, при которой вредоносная программ получала доступ через Bluetooth и предоставляла хакеру доступ к синхронизированным устройствам.
В июне 2016 года Fortinet приобрела поставщика программного обеспечения в области информационной безопасности, мониторинга и анализа, компанию AccelOps, за сумму около 28 млн долларов США. Согласно изданию ZDNet, компания была наиболее известна своей продукцией для управления информационной безопасностью и событиями (SIEM), которая анализирует предупреждения безопасности аппаратного и программного обеспечения.
9 марта 2022 года Fortinet объявила о прекращении операций в России. Компания остановила все продажи, поддержку и профессиональные услуги. На фоне ухода из России акции компании обесценились на 13%, но уже к 23 мая 2022 года стоимость акций вернулась на прежний уровень. Импортозамещением решений Fortinet на территории России занимается в том числе «Лаборатория Касперского».

## Продукция
Компания Fortinet занимается разработкой и продвижением программного и аппаратного обеспечения в области информационной безопасности и сетей. Компания наиболее известна благодаря семейству средств обеспечения безопасности FortiGate, которые сочетают множество функций по защите информации. Согласно отчету 2015 года фирмы Dell’Oro Group, занимающейся анализом информационных технологий, доля рынка средств информационной защиты, занимаемая Fortinet, составляла восемь процентов в 2014 году по сравнению с долей в 2,9 процента в 2012 году.[48] Благодаря этому компания занимает четвёртое место среди всех поставщиков в своей отрасли. Согласно данным Fortinet, малые компании составляют 35 % всех пользователей, предприятия — 28 %, а крупные компании — 37 % среди её клиентов. According to Fortinet, its users are 35 % small businesses, 28 % enterprises and 37 % large companies.

### FortiGate
Семейство физических и виртуальных решений FortiGate компании Fortinet в области унифицированного управления угрозами включает такие функции обеспечения безопасности, как межсетевые экраны, средства предотвращения вторжений, веб-фильтры и защита от вредоносного программного обеспечения или нежелательной почты. В семейство входят продукты для малых компаний и филиалов, а также решения для предприятий, центров обработки данных и интернет-провайдеров. Компания также реализует межсетевые экраны нового поколения (Next Generation Firewalls, NGFW), которые компания Gartner охарактеризовала как устройства, сочетающие в себе возможности межсетевого экрана, VPN, системы предотвращения вторжений и другие функции обеспечения безопасности.
Первым продуктом Fortinet стало устройство FortiGate 3000, выпущенное в октябре 2002 года, пропускная способность которого составляла 3 ГБ/с. Семейство устройств 5000 было выпущено двумя годами позже. Согласно информации ресурса The International Directory of Company Histories, ранние продукты Fortinet для малых компаний и филиалов пользовались популярностью в отрасли.
В начале 2013 года компания Fortinet включила в средства Fortigate функцию межсетевого экрана, предназначенную для работы во внутренних сетях и работающую на микросхемах специального назначения (ASIC). Позднее в 2014 году к платформе Amazon Web Services были добавлены виртуальные средства FortiGate. В апреле 2016 года Fortinet представила адаптивную систему сетевой безопасности Fortinet (Fortinet Security Fabric), предназначенную для обеспечения обмена информацией между устройствами сторонних производителей и устройствами или программным обеспечением Fortinet через API. Компания также представила межсетевой экран FortiGate 6040E 320 Гбит/с, включавший новую микросхему CP9 ASIC, которая выполняла часть вычислительных задач центрального процессора и использовалась в последующих решениях FortiGate.

### Другие продукты
Fortinet предоставляет множество других программных и аппаратных продуктов, включая более десятка решений для коммутации, настольных систем, служб VOIP, DNS, проверки подлинности пользователей и других задач.
Разрабатываемое компанией программное обеспечение FortiAnalyzer предоставляет функции создания отчетов для продуктов Fortinet, включая ведение журналов событий, создание отчетов безопасности и функции анализа. FortiClient — это продукт по обеспечению безопасности конечных точек, предназначенный для настольных компьютеров, телефонов и других устройств. В апреле 2004 года также было впервые представлено программное обеспечение FortiClient VPN.
Продукт для защиты от нежелательной почты FortiGuard и продукт для обеспечения безопасности обмена сообщениями FortiMail были впервые представлены в феврале 2005 года. Программное обеспечение FortiManager для обеспечения безопасности центров обработки данных было впервые представлено в апреле 2003 года. В 2008 году компания Fortinet представила семейство продукции для защиты баз данных. Коммутационные платформы FortiSwitch были впервые представлены в 2009 году, а контроллеры доставки приложений — в августе 2013 года. В октябре 2010 года компания Fortinet выпустила виртуальные программные версии своих устройств FortiGate, FortiManager, FortiAnalyzer и FortiMail. Компания обновила систему управления FortiCloud в августе 2015 года. Решение для программно-определяемых сетей было представлено в сентябре 2015 года.
Fortinet производит и поставляет на рынок беспроводные версии своей продукции FortiGate под названием FortiWifi. Впервые эти устройства были представлены в марте 2004 года. В августе 2015 года Fortinet представила новое семейство облачных беспроводных точек доступа. В марте 2014 года было представлено семейство продуктов FortiDDoS.

### Операционная система
Оборудование Fortinet работает под управлением операционной системы FortiOS, в качестве ядра которой используется модифицированная версия ядра Linux (на основе версии 2.4.37 в FortiOS версии 5.4.1), и файловой системы ext2. В веб-интерфейсе администрирования используются шаблонизаторы jinja2 и django, серверная часть реализована на языке Python. В декабре 2003 года Fortinet выпустила операционную систему FortiOS 2.8, в которой появилось более 50 новых функций.

## Операции
Компания Fortinet также поддерживает работу отдела исследования внутренней безопасности FortiGuard Labs, который был основан в 2005 году. Компания имеет четыре исследовательских и инженерных центра на территории Азии, а также центры на территории США, Канады и Франции. Компания Fortinet руководит программой обучения и сертификации с восемью уровнями сертификации NSE.[78][79] Компания также руководит работой академии Network Security Academy, основанной в начале 2016 года. Академия предоставляет ресурсы для университетов, в которых проводятся курсы информационной безопасности.